# Équipe du Paraguay de football à la Coupe du monde 2006

L'équipe du Paraguay de football s'est qualifiée pour la coupe du monde 2006 en Allemagne. Elle perd ses deux premiers matchs contre l'Angleterre puis contre la Suède. Ne pouvant plus se qualifier pour le second tour, elle sauve néanmoins l'honneur en battant Trinité-et-Tobago.

## Qualifications
| Amérique du sud | Amérique du sud | Amérique du sud | Amérique du sud | Amérique du sud | Amérique du sud | Amérique du sud | Amérique du sud | Amérique du sud | Amérique du sud | Amérique du sud | Amérique du sud | Amérique du sud | Amérique du sud | Amérique du sud | Amérique du sud | Amérique du sud | Amérique du sud | Amérique du sud | Amérique du sud | Amérique du sud |
| Classement      | Classement      | Classement      | Classement      | Classement      | Classement      | Classement      | Classement      | Classement      | Classement      | Résultats       | Résultats       | Résultats       | Résultats       | Résultats       | Résultats       | Résultats       | Résultats       | Résultats       | Résultats       | Résultats       |
| --------------- | --------------- | --------------- | --------------- | --------------- | --------------- | --------------- | --------------- | --------------- | --------------- | --------------- | --------------- | --------------- | --------------- | --------------- | --------------- | --------------- | --------------- | --------------- | --------------- | --------------- |
|                 | Nation          | Pts             | J               | G               | N               | P               | BP              | BC              | Diff            | Nation          | BRÉ             | ARG             | ÉQU             | PAR             | URU             | COL             | CHI             | VEN             | PER             | BOL             |
| 1               | Brésil          | 34              | 18              | 9               | 7               | 2               | 35              | 17              | +18             | Brésil          |                 | 3-1             | 1-0             | 4-1             | 3-3             | 0-0             | 5-0             | 3-0             | 1-0             | 3-1             |
| 2               | Argentine       | 34              | 18              | 10              | 4               | 4               | 29              | 17              | +12             | Argentine       | 3-1             |                 | 1-0             | 0-0             | 4-2             | 1-0             | 2-2             | 3-2             | 2-0             | 3-0             |
| 3               | Équateur        | 28              | 18              | 8               | 4               | 6               | 23              | 19              | +4              | Équateur        | 1-0             | 2-0             |                 | 5-2             | 0-0             | 2-1             | 2-0             | 2-0             | 0-0             | 3-2             |
| 4               | Paraguay        | 28              | 18              | 8               | 4               | 6               | 23              | 23              | 0               | Paraguay        | 0-0             | 1-0             | 2-1             |                 | 4-1             | 0-1             | 2-1             | 1-0             | 1-1             | 4-1             |
| 5               | Uruguay         | 25              | 18              | 6               | 7               | 5               | 23              | 28              | -5              | Uruguay         | 1-1             | 1-0             | 1-0             | 1-0             |                 | 3-2             | 2-1             | 0-3             | 1-3             | 5-0             |
| 6               | Colombie        | 24              | 18              | 6               | 6               | 6               | 24              | 16              | +8              | Colombie        | 1-2             | 1-1             | 3-0             | 1-1             | 5-0             |                 | 1-1             | 0-1             | 5-0             | 1-0             |
| 7               | Chili           | 22              | 18              | 5               | 7               | 6               | 18              | 22              | -4              | Chili           | 1-1             | 0-0             | 0-0             | 0-1             | 1-1             | 0-0             |                 | 2-1             | 2-1             | 3-1             |
| 8               | Venezuela       | 18              | 18              | 5               | 3               | 10              | 20              | 28              | -8              | Venezuela       | 2-5             | 0-3             | 3-1             | 0-1             | 1-1             | 0-0             | 0-1             |                 | 4-1             | 2-1             |
| 9               | Pérou           | 18              | 18              | 4               | 6               | 8               | 20              | 28              | -8              | Pérou           | 1-1             | 1-3             | 2-2             | 4-1             | 0-0             | 0-2             | 2-1             | 0-0             |                 | 4-1             |
| 10              | Bolivie         | 14              | 18              | 4               | 2               | 12              | 20              | 37              | -17             | Bolivie         | 1-1             | 1-2             | 1-2             | 2-1             | 0-0             | 4-0             | 0-2             | 3-1             | 1-0             |                 |

## Maillot
Le maillot de l'équipe du Paraguay est fourni par l'équipementier Puma.
| Couleurs | Rouge, blanc et bleu |
| Marque   | Puma                 |
| Domicile | Extérieur            |

## Effectif
Le 15 mai 2006, le sélectionneur paraguayen, Aníbal Ruiz, a annoncé une liste composée de vingt-trois joueurs pour le mondial. Le 6 juin l'attaquant José Cardozo, blessé au mollet pendant l'entraînement, déclare forfait pour la Coupe du monde et est remplacé par Dante López, attaquant de Genoa CFC.
| Numéro / Nom | Numéro / Nom            | Club                 | Date de naissance | J.              | Buts            |                 |                 |                 |
| Gardiens de but | Gardiens de but         | Gardiens de but      | Gardiens de but   | Gardiens de but | Gardiens de but | Gardiens de but | Gardiens de but | Gardiens de but |
| --- | ----------------------- | -------------------- | ----------------- | --------------- | --------------- | --------------- | --------------- | --------------- |
| 1 | Justo Villar            | Newell's Old Boys    | 30.06.1977        | 1               | 0               | 0               | 0               | 0               |
| 12 | Aldo Bobadilla          | Club Libertad        | 20.04.1976        | 3               | 0               | 0               | 0               | 0               |
| 22 | Derlis Gómez            | Sportivo Luqueño     | 12.11.1972        | 0               | 0               | 0               | 0               | 0               |
| Défenseurs |                         |                      |                   |                 |                 |                 |                 |                 |
| 2 | Jorge Núñez             | Estudiantes LP       | 22.01.1978        | 3               | 0               | 0               | 0               | 0               |
| 3 | Delio Cesar Toledo      | Real Saragosse       | 10.02.1974        | 1               | 0               | 0               | 0               | 0               |
| 4 | Carlos Gamarra          | SE Palmeiras         | 17.02.1971        | 3               | 0               | 0               | 0               | 0               |
| 5 | Julio César Cáceres     | River Plate          | 05.10.1979        | 3               | 0               | 0               | 0               | 0               |
| 14 | Paulo Da Silva          | Club Toluca          | 01.02.1980        | 1               | 0               | 0               | 0               | 0               |
| 15 | Julio Manzur            | Santos FC            | 22.06.1981        | 1               | 0               | 0               | 0               | 0               |
| 21 | Denis Caniza            | CD Cruz Azul         | 29.08.1974        | 3               | 0               | 1               | 0               | 0               |
| Milieux de terrain |                         |                      |                   |                 |                 |                 |                 |                 |
| 6 | Carlos Bonet            | Club Libertad        | 02.10.1977        | 2               | 0               | 0               | 0               | 0               |
| 8 | Edgar Barreto           | NEC Nimègue          | 15.06.1984        | 2               | 0               | 1               | 0               | 0               |
| 10 | Roberto Acuña           | Deportivo La Corogne | 25.03.1972        | 3               | 0               | 1               | 0               | 0               |
| 11 | Diego Gavilán           | Newell's Old Boys    | 01.03.1980        | 0               | 0               | 0               | 0               | 0               |
| 13 | Carlos Humberto Paredes | Reggina Calcio       | 16.07.1974        | 3               | 0               | 2               | 0               | 0               |
| 16 | Cristian Riveros        | Club Libertad        | 16.10.1982        | 2               | 0               | 0               | 0               | 0               |
| 17 | José Montiel            | Club Olimpia         | 19.03.1988        | 0               | 0               | 0               | 0               | 0               |
| 19 | Julio Dos Santos        | Bayern Munich        | 05.05.1983        | 2               | 0               | 1               | 0               | 0               |
| Attaquants |                         |                      |                   |                 |                 |                 |                 |                 |
| 7 | Salvador Cabañas        | Jaguares de Chiapas  | 05.08.1980        | 0               | 0               | 0               | 0               | 0               |
| 9 | Roque Santa Cruz        | Bayern Munich        | 04.08.1977        | 3               | 0               | 0               | 0               | 0               |
| 18 | Nelson Valdez           | Werder Brême         | 28.11.1983        | 3               | 0               | 1               | 0               | 0               |
| 20 | Dante López             | Genoa CFC            | 16.08.1983        | 1               | 0               | 0               | 0               | 0               |
| 23 | Nelson Cuevas           | CF Pachuca           | 10.01.1980        | 2               | 1               | 0               | 0               | 0               |
| Sélectionneur |                         |                      |                   |                 |                 |                 |                 |                 |
| | Aníbal Ruiz ( Uruguay)  |                      | 30.12.1942        |                 |                 |                 |                 |                 |
| Réserve Joueurs qui n'ont pas participé au stage d'entraînement mais qui pouvaient faire office de remplaçants jusqu'au 9 juin |                         |                      |                   |                 |                 |                 |                 |                 |
| Non communiquée |                         |                      |                   |                 |                 |                 |                 |                 |
| Blessé Joueur initialement annoncé dans l'équipe nationale pour la coupe du monde mais remplacé avant le 10 juin               |                         |                      |                   |                 |                 |                 |                 |                 |
| A | José Cardozo            | San Lorenzo          | 19.03.1971        |                 |                 |                 |                 |                 |

## Compétition

### Buteurs
| Classement | Nom           | But(s) |
| 1          | Nelson Cuevas | 1      |